# Fredericka Mandelbaum

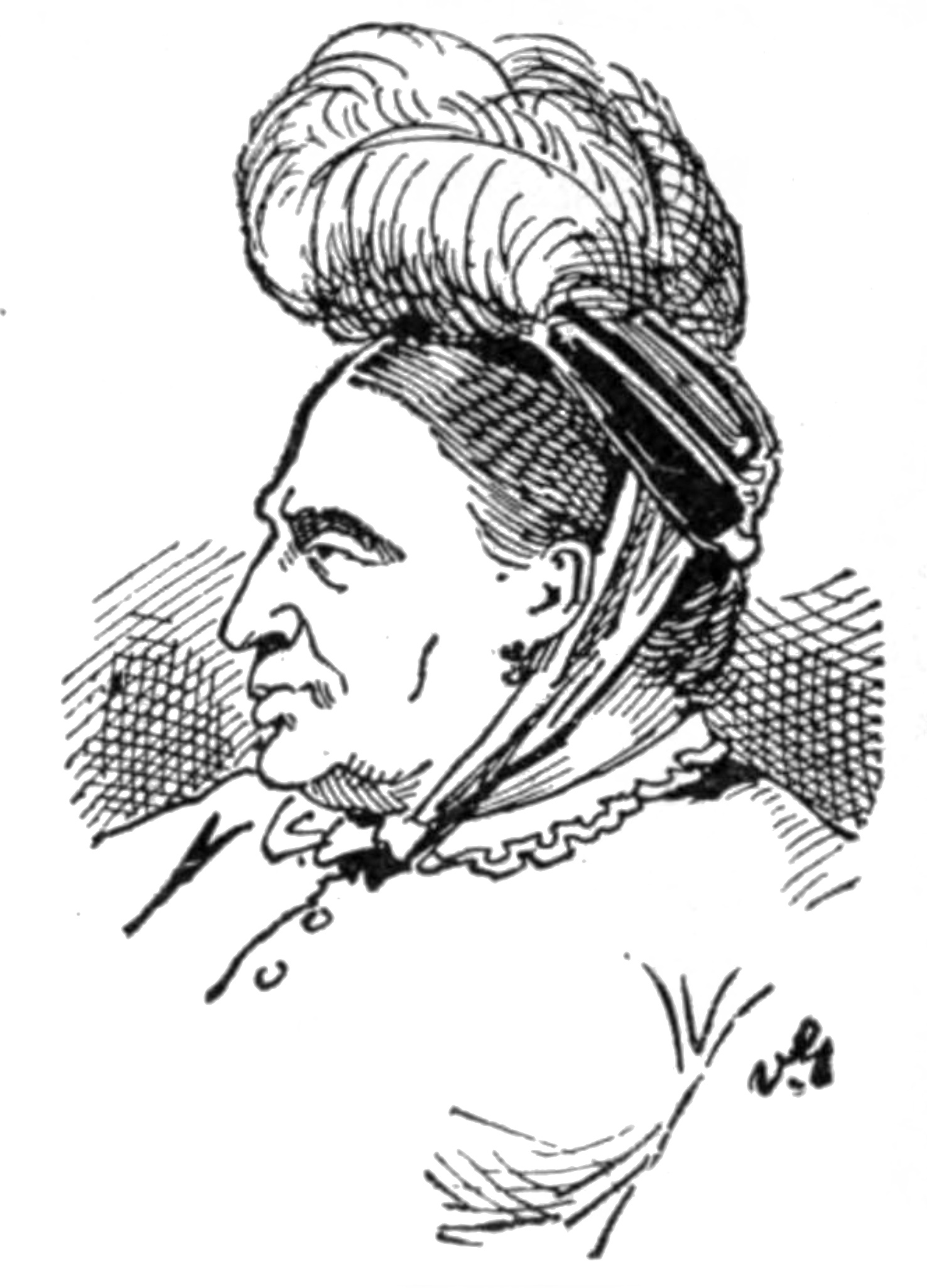
Fredericka Mandelbaum

Fredericka „Marm“ Mandelbaum (* 25. März 1825 in Kassel; † 26. Februar 1894) war eine New Yorker Kriminelle, die Berühmtheit erlangte, weil sie von 1862 bis 1884 als Unterweltboss einer der größten Gangs dieser Zeit tätig war. Mandelbaum organisierte Einbrüche, Hehlerei und Korruption.

## Leben
Fredericka Mandelbaum (geb. Weisner) wurde in Kassel am 25. März 1825 als Tochter einer jüdischen Familie geboren. Sie heiratete 1848 Wolfe Mandelbaum und arbeitete als Hausiererin, bis sie 1850 in die Vereinigten Staaten von Amerika emigrierte.
Die Familie gründete zahlreiche kleinere Unternehmungen, die Müll wiederverwerteten und weiterverkauften.
In dieser Zeit verkehrte Mandelbaum in der New Yorker High Society und der dieser nahestehenden Unterwelt, in der sich neben den berühmtesten Unterweltbossen auch Personen aus Politik, Justiz und Polizeiapparat bewegten. Ab 1854 dienten ihre bürgerlichen Warenladengeschäfte als Tarngeschäfte für organisierte kriminelle Transaktionen. Taschendiebstahl, Raub und Schutzgelderpressung waren Haupteinkünfte. Bis 1884 wuchs ihre Marm’s Grand Street Gang School zur größten kriminellen Vereinigung New Yorks an.
1884 schleuste die New Yorker Bezirksstaatsanwaltschaft eine V-Frau in Mandelbaums Organisation, um sie mittels eines Scheingeschäftes zu überführen. Als sie zusammen mit ihrem Sohn Julius Mandelbaum und ihrem Prokuristen Herman Stroude auf Kaution vorläufig freigelassen wurde, floh sie mit geschätzt einer Million US-Dollar nach Hamilton in Ontario, Kanada.